# Claes Horn
Il conte Claes Frederick Horn (Stoccolma, 18 maggio 1763 – Copenaghen, 23 maggio 1823) è stato un militare e poeta svedese.

## Biografia
Visse una parte della sua giovinezza in Francia dove venne in contatto con le idee anti-monarchiche. Rientrato in Svezia si legò fortemente alle correnti politiche che si opponevano all'operato del re. Queste sue posizioni lo spinsero a partecipare con Jacob Johan Anckarström ad una congiura contro il re Gustavo III di Svezia che provocò la morte del sovrano. Per le sue azioni venne condannato a morte e alla perdita di tutti i suoi averi e titoli nobiliari. La pena capitale venne in seguito convertita in un esilio perpetuo. Allontanato dal suo paese natale si rifugiò a Copenaghen dove si dedicò all'arte e alla letteratura pur senza rinunciare all'impegno politico nella speranza di poter un giorno ritornare in patria. Nel 1816, pochi anni prima di morire, diede alla stampe nella città danese una raccolta delle sue poesie intitolata Poésies légères.